# Máthé Ferenc
Máthé Ferenc, P. Benvenut (Zetelaka, 1894. március 7. – Esztelnek, 1970. március 2.) magyar egyházi író, szerkesztő.

## Életútja
Középiskolát Medgyesen (1913), teológiát Vajdahunyadon (1916) végzett, ferences rendi szerzetes. Mikházán a klerikusok újoncmestere (1917–21), Nagyszebenben káplán, Medgyesen plébános (1921–33), Kolozsváron házfőnökhelyettes (1933–39), Vulkánban, Kőhalomban, Máriaradnán, Esztelneken lelkész (1945–57), Ojtozon plébános (1957–70). Rendtartományi tanácsos.

## Munkássága
Vallásos írásait a A Hírnök, Katolikus Világ, Szent Kereszt, Erdélyi Ferencesek Útja (1923–36) közölte. Németből lefordította Imelda, az Oltári szentség kis hőse című munkát (1927). A medgyesi plébánia Hitközségi Értesítőjének szerkesztője (1930). Gondozásában jelentek meg a kolozsvári Szent Bonaventura Könyvnyomdában a Tabula Individuorum füzetei (1933–40).